# Liste des planètes mineures (301001-302000)
Voici la liste des planètes mineures numérotées de 301001 à 302000. Les planètes mineures sont numérotées lorsque leur orbite est confirmée, ce qui peut parfois se produire longtemps après leur découverte. Elles sont classées ici par leur numéro et donc approximativement par leur date de découverte.

## Planètes mineures 301001 à 302000

### 301001-301100
| Nom                     | Désignation provisoire | Date de la découverte | Découvreur        |
| ----------------------- | ---------------------- | --------------------- | ----------------- |
| (301001)                | 2008 GE92              | 6 avril 2008          | Mt. Lemmon Survey |
| (301002)                | 2008 GQ98              | 8 avril 2008          | Spacewatch        |
| (301003)                | 2008 GU98              | 9 avril 2008          | Mt. Lemmon Survey |
| (301004)                | 2008 GH117             | 11 avril 2008         | Spacewatch        |
| (301005)                | 2008 GL117             | 11 avril 2008         | Spacewatch        |
| (301006)                | 2008 GH120             | 12 avril 2008         | CSS               |
| (301007)                | 2008 GM140             | 7 avril 2008          | Spacewatch        |
| (301008)                | 2008 GK141             | 14 avril 2008         | Spacewatch        |
| (301009)                | 2008 GS141             | 7 avril 2008          | Spacewatch        |
| (301010)                | 2008 HB61              | 30 avril 2008         | Spacewatch        |
| (301011)                | 2008 JO                | 2 mai 2008            | CSS               |
| (301012)                | 2008 JL17              | 3 mai 2008            | Mt. Lemmon Survey |
| (301013)                | 2008 JJ18              | 4 mai 2008            | Spacewatch        |
| (301014)                | 2008 KX20              | 27 juillet 2005       | NEAT              |
| (301015)                | 2008 PW16              | 12 août 2008          | OAM               |
| (301016)                | 2008 QJ32              | 30 août 2008          | LINEAR            |
| (301017)                | 2008 RF107             | 7 septembre 2008      | Mt. Lemmon Survey |
| (301018)                | 2008 RN126             | 3 septembre 2008      | Spacewatch        |
| (301019)                | 2008 RX129             | 7 septembre 2008      | Mt. Lemmon Survey |
| (301020)                | 2008 RW146             | 4 septembre 2008      | Spacewatch        |
| (301021) Sofiarodriguez | 2008 SJ11              | 23 septembre 2008     | Young, J. W.      |
| (301022)                | 2008 SZ28              | 19 septembre 2008     | Spacewatch        |
| (301023)                | 2008 SN67              | 21 septembre 2008     | Healy, D.         |
| (301024)                | 2008 SH74              | 23 septembre 2008     | CSS               |
| (301025)                | 2008 SW91              | 21 septembre 2008     | Spacewatch        |
| (301026)                | 2008 SH104             | 21 septembre 2008     | Spacewatch        |
| (301027)                | 2008 SN128             | 22 septembre 2008     | Spacewatch        |
| (301028)                | 2008 SP194             | 25 septembre 2008     | Spacewatch        |
| (301029)                | 2008 SW205             | 26 septembre 2008     | Spacewatch        |
| (301030)                | 2008 SO224             | 26 septembre 2008     | Spacewatch        |
| (301031)                | 2008 SA243             | 29 septembre 2008     | Spacewatch        |
| (301032)                | 2008 SC258             | 22 septembre 2008     | Mt. Lemmon Survey |
| (301033)                | 2008 SB266             | 29 septembre 2008     | Spacewatch        |
| (301034)                | 2008 SG266             | 20 septembre 2008     | Spacewatch        |
| (301035)                | 2008 SH268             | 24 septembre 2008     | Spacewatch        |
| (301036)                | 2008 SG283             | 22 septembre 2008     | Mt. Lemmon Survey |
| (301037)                | 2008 SN291             | 22 septembre 2008     | CSS               |
| (301038)                | 2008 SM297             | 20 septembre 2008     | Spacewatch        |
| (301039)                | 2008 SQ305             | 27 septembre 2008     | Mt. Lemmon Survey |
| (301040)                | 2008 TX20              | 1er octobre 2008      | Mt. Lemmon Survey |
| (301041)                | 2008 TY32              | 1er octobre 2008      | Spacewatch        |
| (301042)                | 2008 TX38              | 1er octobre 2008      | Spacewatch        |
| (301043)                | 2008 TG56              | 2 octobre 2008        | Spacewatch        |
| (301044)                | 2008 TQ65              | 2 octobre 2008        | CSS               |
| (301045)                | 2008 TY98              | 6 octobre 2008        | Spacewatch        |
| (301046)                | 2008 TZ112             | 6 octobre 2008        | Spacewatch        |
| (301047)                | 2008 TJ124             | 8 décembre 2005       | Spacewatch        |
| (301048)                | 2008 TB162             | 9 octobre 2008        | Spacewatch        |
| (301049)                | 2008 TP168             | 2 octobre 2008        | Mt. Lemmon Survey |
| (301050)                | 2008 TV177             | 8 octobre 2008        | CSS               |
| (301051)                | 2008 TP180             | 2 octobre 2008        | CSS               |
| (301052)                | 2008 TY187             | 9 octobre 2008        | Spacewatch        |
| (301053)                | 2008 UX1               | 22 octobre 2008       | Healy, D.         |
| (301054)                | 2008 UT13              | 17 octobre 2008       | Spacewatch        |
| (301055)                | 2008 US26              | 20 octobre 2008       | Spacewatch        |
| (301056)                | 2008 UR46              | 20 octobre 2008       | Spacewatch        |
| (301057)                | 2008 UH50              | 20 octobre 2008       | Mt. Lemmon Survey |
| (301058)                | 2008 UX61              | 21 octobre 2008       | Spacewatch        |
| (301059)                | 2008 UC72              | 21 octobre 2008       | Spacewatch        |
| (301060)                | 2008 UU80              | 22 octobre 2008       | Mt. Lemmon Survey |
| (301061) Egelsbach      | 2008 UO91              | 28 octobre 2008       | Schwab, E.        |
| (301062)                | 2008 UA103             | 20 octobre 2008       | Spacewatch        |
| (301063)                | 2008 UE126             | 22 octobre 2008       | Spacewatch        |
| (301064)                | 2008 UG126             | 22 octobre 2008       | Spacewatch        |
| (301065)                | 2008 UB127             | 22 octobre 2008       | Spacewatch        |
| (301066)                | 2008 UR140             | 23 octobre 2008       | Spacewatch        |
| (301067)                | 2008 UC143             | 23 octobre 2008       | Spacewatch        |
| (301068)                | 2008 UH151             | 23 octobre 2008       | Spacewatch        |
| (301069)                | 2008 UA163             | 24 octobre 2008       | Spacewatch        |
| (301070)                | 2008 UJ170             | 24 octobre 2008       | CSS               |
| (301071)                | 2008 UZ170             | 24 octobre 2008       | Spacewatch        |
| (301072)                | 2008 UZ190             | 25 octobre 2008       | Mt. Lemmon Survey |
| (301073)                | 2008 UU200             | 27 octobre 2008       | LINEAR            |
| (301074)                | 2008 UL208             | 23 octobre 2008       | Spacewatch        |
| (301075)                | 2008 US208             | 23 octobre 2008       | Spacewatch        |
| (301076)                | 2008 UK225             | 25 octobre 2008       | Spacewatch        |
| (301077)                | 2008 UG238             | 27 décembre 2005      | Spacewatch        |
| (301078)                | 2008 UF247             | 26 octobre 2008       | Spacewatch        |
| (301079)                | 2008 UV254             | 15 novembre 1998      | Spacewatch        |
| (301080)                | 2008 UK257             | 27 octobre 2008       | Spacewatch        |
| (301081)                | 2008 UD265             | 2 décembre 2005       | Mt. Lemmon Survey |
| (301082)                | 2008 UZ266             | 28 octobre 2008       | Spacewatch        |
| (301083)                | 2008 UV287             | 28 octobre 2008       | Mt. Lemmon Survey |
| (301084)                | 2008 UG293             | 29 octobre 2008       | Spacewatch        |
| (301085)                | 2008 UG313             | 30 octobre 2008       | CSS               |
| (301086)                | 2008 UQ315             | 30 octobre 2008       | Spacewatch        |
| (301087)                | 2008 UQ338             | 21 octobre 2008       | Spacewatch        |
| (301088)                | 2008 UW339             | 23 octobre 2008       | Spacewatch        |
| (301089)                | 2008 UE340             | 23 octobre 2008       | Mt. Lemmon Survey |
| (301090)                | 2008 US341             | 27 octobre 2008       | Spacewatch        |
| (301091)                | 2008 UX344             | 31 octobre 2008       | Spacewatch        |
| (301092)                | 2008 UG345             | 31 octobre 2008       | Spacewatch        |
| (301093)                | 2008 UU348             | 25 octobre 2008       | Mt. Lemmon Survey |
| (301094)                | 2008 UA355             | 30 octobre 2008       | Spacewatch        |
| (301095)                | 2008 UQ355             | 25 octobre 2008       | Spacewatch        |
| (301096)                | 2008 UF358             | 25 octobre 2008       | Spacewatch        |
| (301097)                | 2008 UN360             | 27 octobre 2008       | Spacewatch        |
| (301098)                | 2008 UC361             | 25 octobre 2008       | CSS               |
| (301099)                | 2008 UA366             | 27 octobre 2008       | Mt. Lemmon Survey |
| (301100)                | 2008 UF369             | 27 octobre 2008       | Mt. Lemmon Survey |

### 301101-301200
| Nom                   | Désignation provisoire | Date de la découverte | Découvreur           |
| --------------------- | ---------------------- | --------------------- | -------------------- |
| (301101)              | 2008 UB370             | 28 octobre 2008       | Mt. Lemmon Survey    |
| (301102)              | 2008 VF23              | 1er novembre 2008     | Spacewatch           |
| (301103)              | 2008 VB30              | 2 novembre 2008       | Spacewatch           |
| (301104)              | 2008 VV48              | 3 novembre 2008       | Spacewatch           |
| (301105)              | 2008 VB67              | 7 novembre 2008       | Mt. Lemmon Survey    |
| (301106)              | 2008 VW69              | 6 novembre 2008       | Mt. Lemmon Survey    |
| (301107)              | 2008 VG70              | 6 novembre 2008       | Mt. Lemmon Survey    |
| (301108)              | 2008 VE71              | 8 novembre 2008       | Spacewatch           |
| (301109)              | 2008 VQ71              | 1er novembre 2008     | Spacewatch           |
| (301110)              | 2008 VQ77              | 6 novembre 2008       | Spacewatch           |
| (301111)              | 2008 WC1               | 17 novembre 2008      | Spacewatch           |
| (301112)              | 2008 WT1               | 18 novembre 2008      | LINEAR               |
| (301113)              | 2008 WP23              | 18 novembre 2008      | CSS                  |
| (301114)              | 2008 WN25              | 18 novembre 2008      | Spacewatch           |
| (301115)              | 2008 WM42              | 17 novembre 2008      | Spacewatch           |
| (301116)              | 2008 WJ48              | 17 novembre 2008      | Spacewatch           |
| (301117)              | 2008 WK48              | 17 novembre 2008      | Spacewatch           |
| (301118)              | 2008 WG50              | 18 novembre 2008      | Spacewatch           |
| (301119)              | 2008 WX56              | 24 octobre 1998       | Spacewatch           |
| (301120)              | 2008 WC59              | 22 novembre 2008      | Farra d'Isonzo       |
| (301121)              | 2008 WE59              | 22 novembre 2008      | Ferrando, R.         |
| (301122)              | 2008 WQ64              | 28 septembre 2008     | Mt. Lemmon Survey    |
| (301123)              | 2008 WT68              | 18 novembre 2008      | Spacewatch           |
| (301124)              | 2008 WN70              | 18 novembre 2008      | Spacewatch           |
| (301125)              | 2008 WP76              | 20 novembre 2008      | Spacewatch           |
| (301126)              | 2008 WZ89              | 22 novembre 2008      | Mt. Lemmon Survey    |
| (301127)              | 2008 WT91              | 23 novembre 2008      | Mt. Lemmon Survey    |
| (301128) Frédéricpont | 2008 WV96              | 28 novembre 2008      | Ory, M.              |
| (301129)              | 2008 WY105             | 30 novembre 2008      | Spacewatch           |
| (301130)              | 2008 WJ110             | 30 novembre 2008      | Spacewatch           |
| (301131)              | 2008 WQ116             | 30 novembre 2008      | Spacewatch           |
| (301132)              | 2008 WX127             | 21 novembre 2008      | Spacewatch           |
| (301133)              | 2008 WC134             | 19 novembre 2008      | Mt. Lemmon Survey    |
| (301134)              | 2008 WZ134             | 30 novembre 2008      | Mt. Lemmon Survey    |
| (301135)              | 2008 XR9               | 1er décembre 2008     | CSS                  |
| (301136)              | 2008 XT9               | 1er décembre 2008     | Mt. Lemmon Survey    |
| (301137)              | 2008 XS20              | 1er décembre 2008     | Spacewatch           |
| (301138)              | 2008 XJ37              | 2 décembre 2008       | Spacewatch           |
| (301139)              | 2008 XM38              | 2 décembre 2008       | Spacewatch           |
| (301140)              | 2008 XV47              | 4 décembre 2008       | Mt. Lemmon Survey    |
| (301141)              | 2008 XZ47              | 4 décembre 2008       | Mt. Lemmon Survey    |
| (301142)              | 2008 XF48              | 4 décembre 2008       | Mt. Lemmon Survey    |
| (301143)              | 2008 XJ48              | 4 décembre 2008       | Mt. Lemmon Survey    |
| (301144)              | 2008 XY49              | 4 décembre 2008       | Mt. Lemmon Survey    |
| (301145)              | 2008 XA53              | 4 décembre 2008       | Mt. Lemmon Survey    |
| (301146)              | 2008 XN53              | 6 décembre 2008       | BATTeRS              |
| (301147)              | 2008 XR53              | 1er décembre 2008     | LINEAR               |
| (301148)              | 2008 XW55              | 5 décembre 2008       | Spacewatch           |
| (301149)              | 2008 XG56              | 4 décembre 2008       | Spacewatch           |
| (301150)              | 2008 YB7               | 23 décembre 2008      | Kugel, F.            |
| (301151)              | 2008 YG7               | 19 décembre 2008      | OAM                  |
| (301152)              | 2008 YT7               | 19 novembre 2004      | CSS                  |
| (301153) Jinan        | 2008 YO9               | 25 décembre 2008      | Shandong University  |
| (301154)              | 2008 YD16              | 21 décembre 2008      | Mt. Lemmon Survey    |
| (301155)              | 2008 YO17              | 21 décembre 2008      | Mt. Lemmon Survey    |
| (301156)              | 2008 YA19              | 21 décembre 2008      | Mt. Lemmon Survey    |
| (301157)              | 2008 YL19              | 21 décembre 2008      | Mt. Lemmon Survey    |
| (301158)              | 2008 YT21              | 21 décembre 2008      | Mt. Lemmon Survey    |
| (301159)              | 2008 YJ23              | 20 décembre 2008      | OAM                  |
| (301160)              | 2008 YX29              | 29 décembre 2008      | Karge, S., Kling, R. |
| (301161)              | 2008 YO33              | 29 décembre 2008      | Kugel, F.            |
| (301162)              | 2008 YS34              | 31 décembre 2008      | Bickel, W.           |
| (301163)              | 2008 YZ36              | 22 décembre 2008      | Spacewatch           |
| (301164)              | 2008 YF41              | 30 décembre 2008      | CSS                  |
| (301165)              | 2008 YC50              | 29 décembre 2008      | Mt. Lemmon Survey    |
| (301166)              | 2008 YQ53              | 29 décembre 2008      | Mt. Lemmon Survey    |
| (301167)              | 2008 YR65              | 30 décembre 2008      | Mt. Lemmon Survey    |
| (301168)              | 2008 YT65              | 30 décembre 2008      | Mt. Lemmon Survey    |
| (301169)              | 2008 YQ67              | 30 décembre 2008      | Mt. Lemmon Survey    |
| (301170)              | 2008 YT70              | 29 décembre 2008      | Mt. Lemmon Survey    |
| (301171)              | 2008 YM78              | 30 décembre 2008      | Mt. Lemmon Survey    |
| (301172)              | 2008 YD89              | 29 décembre 2008      | Spacewatch           |
| (301173)              | 2008 YK97              | 29 décembre 2008      | Mt. Lemmon Survey    |
| (301174)              | 2008 YF103             | 29 décembre 2008      | Spacewatch           |
| (301175)              | 2008 YZ103             | 29 décembre 2008      | Spacewatch           |
| (301176)              | 2008 YX104             | 29 décembre 2008      | Spacewatch           |
| (301177)              | 2008 YZ104             | 29 décembre 2008      | Spacewatch           |
| (301178)              | 2008 YK117             | 29 décembre 2008      | Spacewatch           |
| (301179)              | 2008 YA128             | 30 décembre 2008      | Spacewatch           |
| (301180)              | 2008 YE129             | 31 décembre 2008      | Spacewatch           |
| (301181)              | 2008 YZ133             | 30 décembre 2008      | Spacewatch           |
| (301182)              | 2008 YF138             | 30 décembre 2008      | Spacewatch           |
| (301183)              | 2008 YH143             | 30 décembre 2008      | Spacewatch           |
| (301184)              | 2008 YW145             | 30 décembre 2008      | Spacewatch           |
| (301185)              | 2008 YY145             | 30 décembre 2008      | Spacewatch           |
| (301186)              | 2008 YJ146             | 30 décembre 2008      | Spacewatch           |
| (301187)              | 2008 YR147             | 31 décembre 2008      | Spacewatch           |
| (301188)              | 2008 YH152             | 22 décembre 2008      | Spacewatch           |
| (301189)              | 2008 YS152             | 30 décembre 2008      | Mt. Lemmon Survey    |
| (301190)              | 2008 YS159             | 21 décembre 2008      | Mt. Lemmon Survey    |
| (301191)              | 2008 YR161             | 21 décembre 2008      | Mt. Lemmon Survey    |
| (301192)              | 2008 YZ165             | 29 décembre 2008      | Mt. Lemmon Survey    |
| (301193)              | 2008 YW166             | 21 décembre 2008      | LINEAR               |
| (301194)              | 2008 YH167             | 21 décembre 2008      | LINEAR               |
| (301195)              | 2008 YM167             | 21 décembre 2008      | CSS                  |
| (301196)              | 2008 YO168             | 31 décembre 2008      | CSS                  |
| (301197)              | 2008 YR169             | 30 décembre 2008      | Mt. Lemmon Survey    |
| (301198)              | 2008 YR171             | 31 décembre 2008      | LINEAR               |
| (301199)              | 2008 YA172             | 30 décembre 2008      | Mt. Lemmon Survey    |
| (301200)              | 2009 AH                | 1er janvier 2009      | Lowe, A.             |

### 301201-301300
| Nom                  | Désignation provisoire | Date de la découverte | Découvreur             |
| -------------------- | ---------------------- | --------------------- | ---------------------- |
| (301201)             | 2009 AO11              | 2 janvier 2009        | Mt. Lemmon Survey      |
| (301202)             | 2009 AZ22              | 3 janvier 2009        | Spacewatch             |
| (301203)             | 2009 AB24              | 3 janvier 2009        | Spacewatch             |
| (301204)             | 2009 AU27              | 2 janvier 2009        | Spacewatch             |
| (301205)             | 2009 AC30              | 18 décembre 2001      | Spacewatch             |
| (301206)             | 2009 AC31              | 15 janvier 2009       | Spacewatch             |
| (301207)             | 2009 AQ34              | 15 janvier 2009       | Spacewatch             |
| (301208)             | 2009 AL41              | 15 janvier 2009       | Spacewatch             |
| (301209)             | 2009 AU42              | 2 janvier 2009        | Mt. Lemmon Survey      |
| (301210)             | 2009 AB44              | 3 janvier 2009        | Mt. Lemmon Survey      |
| (301211)             | 2009 AC44              | 3 janvier 2009        | Mt. Lemmon Survey      |
| (301212)             | 2009 AG44              | 3 janvier 2009        | Mt. Lemmon Survey      |
| (301213)             | 2009 AP45              | 2 janvier 2009        | Spacewatch             |
| (301214)             | 2009 AU45              | 1er janvier 2009      | Mt. Lemmon Survey      |
| (301215)             | 2009 AL46              | 15 janvier 2009       | Spacewatch             |
| (301216)             | 2009 AK48              | 2 janvier 2009        | Mt. Lemmon Survey      |
| (301217)             | 2009 AQ49              | 1er janvier 2009      | Spacewatch             |
| (301218)             | 2009 AP50              | 3 janvier 2009        | CSS                    |
| (301219)             | 2009 BP2               | 18 janvier 2009       | Shandong University    |
| (301220)             | 2009 BK4               | 18 janvier 2009       | LINEAR                 |
| (301221)             | 2009 BL5               | 20 janvier 2009       | Tozzi, F.              |
| (301222)             | 2009 BK6               | 18 janvier 2009       | LINEAR                 |
| (301223)             | 2009 BZ6               | 18 janvier 2009       | LINEAR                 |
| (301224)             | 2009 BX8               | 17 janvier 2009       | LINEAR                 |
| (301225)             | 2009 BD9               | 17 janvier 2009       | LINEAR                 |
| (301226)             | 2009 BW12              | 21 janvier 2009       | LINEAR                 |
| (301227)             | 2009 BL13              | 22 janvier 2009       | LINEAR                 |
| (301228)             | 2009 BN13              | 22 janvier 2009       | LINEAR                 |
| (301229)             | 2009 BS13              | 26 janvier 2009       | Lowe, A.               |
| (301230)             | 2009 BC19              | 16 janvier 2009       | Mt. Lemmon Survey      |
| (301231)             | 2009 BS19              | 16 janvier 2009       | Mt. Lemmon Survey      |
| (301232)             | 2009 BY24              | 17 janvier 2009       | Spacewatch             |
| (301233)             | 2009 BK25              | 19 janvier 2009       | Mt. Lemmon Survey      |
| (301234)             | 2009 BY26              | 16 janvier 2009       | Spacewatch             |
| (301235)             | 2009 BE34              | 16 janvier 2009       | Spacewatch             |
| (301236)             | 2009 BJ37              | 16 janvier 2009       | Spacewatch             |
| (301237)             | 2009 BM40              | 16 janvier 2009       | Spacewatch             |
| (301238)             | 2009 BD42              | 16 janvier 2009       | Spacewatch             |
| (301239)             | 2009 BH42              | 16 janvier 2009       | Spacewatch             |
| (301240)             | 2009 BE43              | 16 janvier 2009       | Spacewatch             |
| (301241)             | 2009 BO43              | 16 janvier 2009       | Spacewatch             |
| (301242)             | 2009 BS43              | 16 janvier 2009       | Spacewatch             |
| (301243)             | 2009 BF45              | 16 janvier 2009       | Spacewatch             |
| (301244)             | 2009 BJ45              | 16 janvier 2009       | Spacewatch             |
| (301245)             | 2009 BS45              | 16 janvier 2009       | Spacewatch             |
| (301246)             | 2009 BW45              | 16 janvier 2009       | Spacewatch             |
| (301247)             | 2009 BR46              | 16 janvier 2009       | Spacewatch             |
| (301248)             | 2009 BR47              | 16 janvier 2009       | Mt. Lemmon Survey      |
| (301249)             | 2009 BT48              | 16 janvier 2009       | Spacewatch             |
| (301250)             | 2009 BP49              | 16 janvier 2009       | Mt. Lemmon Survey      |
| (301251)             | 2009 BZ49              | 16 janvier 2009       | Mt. Lemmon Survey      |
| (301252)             | 2009 BO50              | 16 janvier 2009       | Mt. Lemmon Survey      |
| (301253)             | 2009 BR52              | 16 janvier 2009       | Mt. Lemmon Survey      |
| (301254)             | 2009 BW52              | 16 janvier 2009       | Mt. Lemmon Survey      |
| (301255)             | 2009 BH55              | 16 janvier 2009       | Mt. Lemmon Survey      |
| (301256)             | 2009 BW65              | 20 janvier 2009       | Spacewatch             |
| (301257)             | 2009 BN69              | 25 janvier 2009       | CSS                    |
| (301258)             | 2009 BP69              | 25 janvier 2009       | CSS                    |
| (301259)             | 2009 BK70              | 25 janvier 2009       | CSS                    |
| (301260)             | 2009 BH71              | 26 janvier 2009       | PMO NEO Survey Program |
| (301261)             | 2009 BS71              | 19 décembre 2004      | Mt. Lemmon Survey      |
| (301262)             | 2009 BZ76              | 28 janvier 2009       | CSS                    |
| (301263) Anitaheward | 2009 BB77              | 30 janvier 2009       | Miles, R.              |
| (301264)             | 2009 BO77              | 25 janvier 2009       | LINEAR                 |
| (301265)             | 2009 BG79              | 29 janvier 2009       | Apitzsch, R.           |
| (301266)             | 2009 BN79              | 30 janvier 2009       | LINEAR                 |
| (301267)             | 2009 BZ81              | 31 janvier 2009       | LINEAR                 |
| (301268)             | 2009 BK83              | 29 janvier 2009       | Ferrando, R.           |
| (301269)             | 2009 BT83              | 31 janvier 2009       | Spacewatch             |
| (301270)             | 2009 BX83              | 31 janvier 2009       | Spacewatch             |
| (301271)             | 2009 BB84              | 31 janvier 2009       | Spacewatch             |
| (301272)             | 2009 BR84              | 25 janvier 2009       | Spacewatch             |
| (301273)             | 2009 BJ86              | 25 janvier 2009       | Spacewatch             |
| (301274)             | 2009 BH89              | 25 janvier 2009       | Spacewatch             |
| (301275)             | 2009 BG90              | 25 janvier 2009       | Spacewatch             |
| (301276)             | 2009 BJ90              | 25 janvier 2009       | Spacewatch             |
| (301277)             | 2009 BW90              | 25 janvier 2009       | Spacewatch             |
| (301278)             | 2009 BF91              | 25 janvier 2009       | Spacewatch             |
| (301279)             | 2009 BH94              | 25 janvier 2009       | Spacewatch             |
| (301280)             | 2009 BS94              | 25 janvier 2009       | Spacewatch             |
| (301281)             | 2009 BM98              | 26 janvier 2009       | Mt. Lemmon Survey      |
| (301282)             | 2009 BT104             | 25 janvier 2009       | Spacewatch             |
| (301283)             | 2009 BA105             | 25 janvier 2009       | Spacewatch             |
| (301284)             | 2009 BF105             | 25 janvier 2009       | Spacewatch             |
| (301285)             | 2009 BZ107             | 29 janvier 2009       | Mt. Lemmon Survey      |
| (301286)             | 2009 BA108             | 29 janvier 2009       | Mt. Lemmon Survey      |
| (301287)             | 2009 BD108             | 29 janvier 2009       | Mt. Lemmon Survey      |
| (301288)             | 2009 BA110             | 30 janvier 2009       | Bickel, W.             |
| (301289)             | 2009 BR112             | 31 janvier 2009       | Mt. Lemmon Survey      |
| (301290)             | 2009 BG113             | 24 janvier 2009       | Cerro Burek            |
| (301291)             | 2009 BW113             | 26 janvier 2009       | Mt. Lemmon Survey      |
| (301292)             | 2009 BK120             | 31 janvier 2009       | Spacewatch             |
| (301293)             | 2009 BS123             | 31 janvier 2009       | Spacewatch             |
| (301294)             | 2009 BW123             | 31 janvier 2009       | Spacewatch             |
| (301295)             | 2009 BY123             | 31 janvier 2009       | Spacewatch             |
| (301296)             | 2009 BJ124             | 31 janvier 2009       | Spacewatch             |
| (301297)             | 2009 BV124             | 31 janvier 2009       | Spacewatch             |
| (301298)             | 2009 BP125             | 28 janvier 2009       | Spacewatch             |
| (301299)             | 2009 BP127             | 29 janvier 2009       | Spacewatch             |
| (301300)             | 2009 BC129             | 30 janvier 2009       | Spacewatch             |

### 301301-301400
| Nom               | Désignation provisoire | Date de la découverte | Découvreur             |
| ----------------- | ---------------------- | --------------------- | ---------------------- |
| (301301)          | 2009 BL130             | 31 janvier 2009       | Mt. Lemmon Survey      |
| (301302)          | 2009 BX130             | 31 janvier 2009       | Mt. Lemmon Survey      |
| (301303)          | 2009 BL131             | 31 janvier 2009       | Mt. Lemmon Survey      |
| (301304)          | 2009 BH133             | 29 janvier 2009       | Spacewatch             |
| (301305)          | 2009 BU133             | 29 janvier 2009       | Spacewatch             |
| (301306)          | 2009 BF134             | 29 janvier 2009       | Spacewatch             |
| (301307)          | 2009 BQ134             | 29 janvier 2009       | Spacewatch             |
| (301308)          | 2009 BB140             | 29 janvier 2009       | Spacewatch             |
| (301309)          | 2009 BR142             | 30 janvier 2009       | Mt. Lemmon Survey      |
| (301310)          | 2009 BT142             | 30 janvier 2009       | Spacewatch             |
| (301311)          | 2009 BM146             | 30 janvier 2009       | Mt. Lemmon Survey      |
| (301312)          | 2009 BC147             | 18 décembre 2004      | Mt. Lemmon Survey      |
| (301313)          | 2009 BP148             | 30 janvier 2009       | Mt. Lemmon Survey      |
| (301314)          | 2009 BO149             | 31 janvier 2009       | Mt. Lemmon Survey      |
| (301315)          | 2009 BS149             | 31 janvier 2009       | Spacewatch             |
| (301316)          | 2009 BR150             | 27 janvier 2009       | PMO NEO Survey Program |
| (301317)          | 2009 BO153             | 31 janvier 2009       | Spacewatch             |
| (301318)          | 2009 BK155             | 31 janvier 2009       | Spacewatch             |
| (301319)          | 2009 BR157             | 31 janvier 2009       | Spacewatch             |
| (301320)          | 2009 BM158             | 31 janvier 2009       | Spacewatch             |
| (301321)          | 2009 BP162             | 30 janvier 2009       | Mt. Lemmon Survey      |
| (301322)          | 2009 BL167             | 24 janvier 2009       | Cerro Burek            |
| (301323)          | 2009 BC168             | 24 janvier 2009       | Cerro Burek            |
| (301324)          | 2009 BQ169             | 16 janvier 2009       | Spacewatch             |
| (301325)          | 2009 BV171             | 17 janvier 2009       | Spacewatch             |
| (301326)          | 2009 BB173             | 20 janvier 2009       | Mt. Lemmon Survey      |
| (301327)          | 2009 BP173             | 20 janvier 2009       | CSS                    |
| (301328)          | 2009 BG176             | 31 janvier 2009       | Mt. Lemmon Survey      |
| (301329)          | 2009 BL176             | 31 janvier 2009       | Spacewatch             |
| (301330)          | 2009 BR178             | 25 janvier 2009       | Spacewatch             |
| (301331)          | 2009 BV178             | 30 janvier 2009       | Mt. Lemmon Survey      |
| (301332)          | 2009 BC179             | 30 janvier 2009       | Mt. Lemmon Survey      |
| (301333)          | 2009 BX180             | 31 janvier 2009       | Spacewatch             |
| (301334)          | 2009 BY181             | 31 janvier 2009       | Mt. Lemmon Survey      |
| (301335)          | 2009 BK183             | 25 janvier 2009       | Spacewatch             |
| (301336)          | 2009 BL183             | 25 janvier 2009       | Spacewatch             |
| (301337)          | 2009 BA185             | 20 janvier 2009       | LINEAR                 |
| (301338)          | 2009 BR186             | 20 janvier 2009       | LINEAR                 |
| (301339)          | 2009 BD187             | 26 janvier 2009       | LINEAR                 |
| (301340)          | 2009 BP187             | 31 janvier 2009       | Spacewatch             |
| (301341)          | 2009 BC188             | 23 janvier 2009       | PMO NEO Survey Program |
| (301342)          | 2009 BK188             | 25 janvier 2009       | Spacewatch             |
| (301343)          | 2009 BM188             | 25 janvier 2009       | CSS                    |
| (301344)          | 2009 BC189             | 25 janvier 2009       | CSS                    |
| (301345)          | 2009 CU3               | 1er février 2009      | Birtwhistle, P.        |
| (301346)          | 2009 CS7               | 1er février 2009      | Mt. Lemmon Survey      |
| (301347)          | 2009 CB8               | 1er février 2009      | Mt. Lemmon Survey      |
| (301348)          | 2009 CE9               | 1er février 2009      | Mt. Lemmon Survey      |
| (301349)          | 2009 CO10              | 1er février 2009      | Mt. Lemmon Survey      |
| (301350)          | 2009 CE12              | 1er février 2009      | Spacewatch             |
| (301351)          | 2009 CR14              | 1er février 2009      | Spacewatch             |
| (301352)          | 2009 CL16              | 1er février 2009      | Mt. Lemmon Survey      |
| (301353)          | 2009 CP22              | 1er février 2009      | Spacewatch             |
| (301354)          | 2009 CG28              | 1er février 2009      | Spacewatch             |
| (301355)          | 2009 CQ28              | 1er février 2009      | Spacewatch             |
| (301356)          | 2009 CM31              | 1er février 2009      | Spacewatch             |
| (301357)          | 2009 CV31              | 1er février 2009      | Spacewatch             |
| (301358)          | 2009 CC37              | 4 février 2009        | Mt. Lemmon Survey      |
| (301359)          | 2009 CA39              | 13 février 2009       | Spacewatch             |
| (301360)          | 2009 CE39              | 13 février 2009       | Spacewatch             |
| (301361)          | 2009 CJ39              | 13 février 2009       | Spacewatch             |
| (301362)          | 2009 CD43              | 14 février 2009       | CSS                    |
| (301363)          | 2009 CS43              | 14 février 2009       | Spacewatch             |
| (301364)          | 2009 CA44              | 14 février 2009       | Spacewatch             |
| (301365)          | 2009 CS44              | 14 février 2009       | Spacewatch             |
| (301366)          | 2009 CX44              | 14 février 2009       | Mt. Lemmon Survey      |
| (301367)          | 2009 CP49              | 14 février 2009       | Mt. Lemmon Survey      |
| (301368)          | 2009 CX49              | 14 février 2009       | OAM                    |
| (301369)          | 2009 CF51              | 14 février 2009       | OAM                    |
| (301370)          | 2009 CX52              | 14 février 2009       | Mt. Lemmon Survey      |
| (301371)          | 2009 CC54              | 13 février 2009       | Spacewatch             |
| (301372)          | 2009 CW54              | 14 février 2009       | Mt. Lemmon Survey      |
| (301373)          | 2009 CK55              | 14 février 2009       | Mt. Lemmon Survey      |
| (301374)          | 2009 CE56              | 1er février 2009      | CSS                    |
| (301375)          | 2009 CJ59              | 14 février 2009       | Spacewatch             |
| (301376)          | 2009 CJ62              | 3 février 2009        | Spacewatch             |
| (301377)          | 2009 CP62              | 5 février 2009        | Spacewatch             |
| (301378)          | 2009 CZ62              | 2 février 2009        | Spacewatch             |
| (301379)          | 2009 CJ63              | 1er février 2009      | CSS                    |
| (301380)          | 2009 CW64              | 5 février 2009        | Spacewatch             |
| (301381)          | 2009 DR2               | 17 février 2009       | Kugel, F.              |
| (301382)          | 2009 DX3               | 18 février 2009       | LINEAR                 |
| (301383)          | 2009 DL7               | 19 février 2009       | Spacewatch             |
| (301384)          | 2009 DV7               | 19 février 2009       | CSS                    |
| (301385)          | 2009 DR11              | 21 février 2009       | Lowe, A.               |
| (301386)          | 2009 DO14              | 19 février 2009       | Mt. Lemmon Survey      |
| (301387)          | 2009 DL19              | 20 février 2009       | Spacewatch             |
| (301388)          | 2009 DP19              | 21 février 2009       | CSS                    |
| (301389)          | 2009 DR19              | 21 février 2009       | CSS                    |
| (301390)          | 2009 DA20              | 5 février 2009        | Spacewatch             |
| (301391)          | 2009 DP24              | 21 février 2009       | Spacewatch             |
| (301392)          | 2009 DT25              | 21 février 2009       | Mt. Lemmon Survey      |
| (301393)          | 2009 DB29              | 23 février 2009       | Hormuth, F.            |
| (301394) Bensheim | 2009 DB31              | 23 février 2009       | Schwab, E.             |
| (301395)          | 2009 DL31              | 19 février 2009       | Spacewatch             |
| (301396)          | 2009 DO31              | 20 février 2009       | Spacewatch             |
| (301397)          | 2009 DP31              | 20 février 2009       | Spacewatch             |
| (301398)          | 2009 DF32              | 20 février 2009       | Spacewatch             |
| (301399)          | 2009 DR32              | 20 février 2009       | Spacewatch             |
| (301400)          | 2009 DV32              | 20 février 2009       | Spacewatch             |

### 301401-301500
| Nom               | Désignation provisoire | Date de la découverte | Découvreur           |
| ----------------- | ---------------------- | --------------------- | -------------------- |
| (301401)          | 2009 DD33              | 20 février 2009       | Spacewatch           |
| (301402)          | 2009 DC35              | 20 février 2009       | Spacewatch           |
| (301403)          | 2009 DE35              | 20 février 2009       | Spacewatch           |
| (301404)          | 2009 DK35              | 20 février 2009       | Spacewatch           |
| (301405)          | 2009 DE37              | 23 février 2009       | Hormuth, F.          |
| (301406)          | 2009 DT39              | 19 février 2009       | Kugel, F.            |
| (301407)          | 2009 DD41              | 17 février 2009       | OAM                  |
| (301408)          | 2009 DU41              | 19 février 2009       | OAM                  |
| (301409)          | 2009 DB42              | 19 février 2009       | OAM                  |
| (301410)          | 2009 DC42              | 19 février 2009       | OAM                  |
| (301411)          | 2009 DQ45              | 22 février 2009       | LINEAR               |
| (301412)          | 2009 DF46              | 28 février 2009       | Apitzsch, R.         |
| (301413) Rogerfux | 2009 DN46              | 27 février 2009       | Ory, M.              |
| (301414)          | 2009 DR46              | 26 février 2009       | LINEAR               |
| (301415)          | 2009 DV48              | 19 février 2009       | Spacewatch           |
| (301416)          | 2009 DR49              | 19 février 2009       | Spacewatch           |
| (301417)          | 2009 DS49              | 19 février 2009       | Spacewatch           |
| (301418)          | 2009 DX50              | 19 février 2009       | Spacewatch           |
| (301419)          | 2009 DY50              | 19 février 2009       | Spacewatch           |
| (301420)          | 2009 DC51              | 20 février 2009       | Spacewatch           |
| (301421)          | 2009 DC55              | 22 février 2009       | Spacewatch           |
| (301422)          | 2009 DO56              | 22 février 2009       | Spacewatch           |
| (301423)          | 2009 DZ56              | 22 février 2009       | Spacewatch           |
| (301424)          | 2009 DG57              | 22 février 2009       | Spacewatch           |
| (301425)          | 2009 DT57              | 22 février 2009       | Spacewatch           |
| (301426)          | 2009 DX58              | 22 février 2009       | Spacewatch           |
| (301427)          | 2009 DZ59              | 22 février 2009       | Spacewatch           |
| (301428)          | 2009 DA61              | 22 février 2009       | Spacewatch           |
| (301429)          | 2009 DQ61              | 22 février 2009       | Spacewatch           |
| (301430)          | 2009 DX61              | 22 février 2009       | Spacewatch           |
| (301431)          | 2009 DL63              | 22 février 2009       | Mt. Lemmon Survey    |
| (301432)          | 2009 DO63              | 22 février 2009       | Spacewatch           |
| (301433)          | 2009 DP69              | 26 février 2009       | CSS                  |
| (301434)          | 2009 DK72              | 22 février 2009       | Spacewatch           |
| (301435)          | 2009 DE73              | 25 février 2009       | Hormuth, F.          |
| (301436)          | 2009 DL74              | 26 février 2009       | CSS                  |
| (301437)          | 2009 DO74              | 26 février 2009       | CSS                  |
| (301438)          | 2009 DF77              | 21 février 2009       | OAM                  |
| (301439)          | 2009 DD78              | 25 février 2009       | CSS                  |
| (301440)          | 2009 DY79              | 21 août 2006          | Spacewatch           |
| (301441)          | 2009 DD80              | 21 février 2009       | Spacewatch           |
| (301442)          | 2009 DB81              | 24 février 2009       | Spacewatch           |
| (301443)          | 2009 DD82              | 24 février 2009       | Spacewatch           |
| (301444)          | 2009 DM82              | 24 février 2009       | Spacewatch           |
| (301445)          | 2009 DT82              | 24 février 2009       | Spacewatch           |
| (301446)          | 2009 DX82              | 24 février 2009       | Spacewatch           |
| (301447)          | 2009 DH83              | 24 février 2009       | Spacewatch           |
| (301448)          | 2009 DA88              | 27 février 2009       | Spacewatch           |
| (301449)          | 2009 DB92              | 27 février 2009       | Spacewatch           |
| (301450)          | 2009 DZ94              | 28 février 2009       | Spacewatch           |
| (301451)          | 2009 DN98              | 26 février 2009       | Spacewatch           |
| (301452)          | 2009 DK102             | 26 février 2009       | Spacewatch           |
| (301453)          | 2009 DG112             | 26 février 2009       | Spacewatch           |
| (301454)          | 2009 DM112             | 26 février 2009       | CSS                  |
| (301455)          | 2009 DW112             | 27 février 2009       | CSS                  |
| (301456)          | 2009 DY112             | 27 février 2009       | CSS                  |
| (301457)          | 2009 DW113             | 27 février 2009       | Mt. Lemmon Survey    |
| (301458)          | 2009 DE115             | 26 février 2009       | CSS                  |
| (301459)          | 2009 DB116             | 27 février 2009       | Spacewatch           |
| (301460)          | 2009 DB117             | 27 février 2009       | Spacewatch           |
| (301461)          | 2009 DX117             | 27 février 2009       | Spacewatch           |
| (301462)          | 2009 DL118             | 27 février 2009       | Spacewatch           |
| (301463)          | 2009 DX120             | 27 février 2009       | Spacewatch           |
| (301464)          | 2009 DY120             | 27 février 2009       | Spacewatch           |
| (301465)          | 2009 DC122             | 27 février 2009       | Spacewatch           |
| (301466)          | 2009 DG124             | 19 février 2009       | CSS                  |
| (301467)          | 2009 DV125             | 19 février 2009       | Spacewatch           |
| (301468)          | 2009 DA126             | 19 février 2009       | Spacewatch           |
| (301469)          | 2009 DD126             | 19 février 2009       | Spacewatch           |
| (301470)          | 2009 DN126             | 20 février 2009       | Spacewatch           |
| (301471)          | 2009 DQ126             | 20 février 2009       | Spacewatch           |
| (301472)          | 2009 DW126             | 20 février 2009       | Spacewatch           |
| (301473)          | 2009 DQ127             | 20 février 2009       | Spacewatch           |
| (301474)          | 2009 DD128             | 21 février 2009       | Spacewatch           |
| (301475)          | 2009 DO128             | 22 février 2009       | CSS                  |
| (301476)          | 2009 DR128             | 24 février 2009       | CSS                  |
| (301477)          | 2009 DT128             | 24 février 2009       | CSS                  |
| (301478)          | 2009 DL131             | 19 février 2009       | Spacewatch           |
| (301479)          | 2009 DF132             | 21 février 2009       | Spacewatch           |
| (301480)          | 2009 DH133             | 27 février 2009       | Spacewatch           |
| (301481)          | 2009 DZ133             | 28 février 2009       | Spacewatch           |
| (301482)          | 2009 DL134             | 28 février 2009       | Spacewatch           |
| (301483)          | 2009 DB135             | 20 février 2009       | Spacewatch           |
| (301484)          | 2009 DV136             | 24 février 2009       | Mt. Lemmon Survey    |
| (301485)          | 2009 DU137             | 19 février 2009       | Spacewatch           |
| (301486)          | 2009 DB139             | 26 février 2009       | Spacewatch           |
| (301487)          | 2009 DW139             | 16 février 2009       | CSS                  |
| (301488)          | 2009 DO140             | 21 février 2009       | LINEAR               |
| (301489)          | 2009 DW141             | 18 février 2009       | LINEAR               |
| (301490)          | 2009 DE142             | 25 février 2009       | Siding Spring Survey |
| (301491)          | 2009 EP3               | 14 mars 2009          | OAM                  |
| (301492)          | 2009 EH4               | 15 mars 2009          | OAM                  |
| (301493)          | 2009 ES4               | 15 mars 2009          | OAM                  |
| (301494)          | 2009 EG14              | 15 mars 2009          | Spacewatch           |
| (301495)          | 2009 EK15              | 15 mars 2009          | Spacewatch           |
| (301496)          | 2009 EC18              | 15 mars 2009          | Spacewatch           |
| (301497)          | 2009 EB19              | 15 mars 2009          | Mt. Lemmon Survey    |
| (301498)          | 2009 ET19              | 15 mars 2009          | CSS                  |
| (301499)          | 2009 EX21              | 14 mars 2009          | OAM                  |
| (301500)          | 2009 EL22              | 2 mars 2009           | Spacewatch           |

### 301501-301600
| Nom                  | Désignation provisoire | Date de la découverte | Découvreur             |
| -------------------- | ---------------------- | --------------------- | ---------------------- |
| (301501)             | 2009 EQ22              | 2 mars 2009           | Mt. Lemmon Survey      |
| (301502)             | 2009 EY22              | 3 mars 2009           | Mt. Lemmon Survey      |
| (301503)             | 2009 EP23              | 3 mars 2009           | CSS                    |
| (301504)             | 2009 ED26              | 8 mars 2009           | Mt. Lemmon Survey      |
| (301505)             | 2009 EE26              | 8 mars 2009           | Mt. Lemmon Survey      |
| (301506)             | 2009 ES28              | 3 mars 2009           | Mt. Lemmon Survey      |
| (301507)             | 2009 EX28              | 15 mars 2009          | OAM                    |
| (301508)             | 2009 EC30              | 1er mars 2009         | Mt. Lemmon Survey      |
| (301509)             | 2009 EW30              | 1er mars 2009         | Spacewatch             |
| (301510)             | 2009 FY2               | 18 mars 2009          | Kugel, F.              |
| (301511) Hubinon     | 2009 FJ5               | 19 mars 2009          | Christophe, B.         |
| (301512)             | 2009 FY6               | 16 mars 2009          | Spacewatch             |
| (301513)             | 2009 FU7               | 16 mars 2009          | Spacewatch             |
| (301514)             | 2009 FQ8               | 16 mars 2009          | Spacewatch             |
| (301515)             | 2009 FL10              | 18 mars 2009          | Mt. Lemmon Survey      |
| (301516)             | 2009 FF11              | 17 mars 2009          | Spacewatch             |
| (301517)             | 2009 FU13              | 16 mars 2009          | Kugel, F.              |
| (301518)             | 2009 FC18              | 18 mars 2009          | OAM                    |
| (301519)             | 2009 FF18              | 19 mars 2009          | OAM                    |
| (301520)             | 2009 FR19              | 21 mars 2009          | Kugel, F.              |
| (301521)             | 2009 FK22              | 18 mars 2009          | Siding Spring Survey   |
| (301522) Chaykin     | 2009 FX23              | 22 mars 2009          | Elenin, L.             |
| (301523)             | 2009 FZ23              | 18 mars 2009          | OAM                    |
| (301524)             | 2009 FR26              | 17 mars 2009          | Spacewatch             |
| (301525)             | 2009 FP27              | 21 mars 2009          | Mt. Lemmon Survey      |
| (301526)             | 2009 FV28              | 20 mars 2009          | Bickel, W.             |
| (301527)             | 2009 FY35              | 25 mars 2009          | PMO NEO Survey Program |
| (301528)             | 2009 FK37              | 24 mars 2009          | Mt. Lemmon Survey      |
| (301529)             | 2009 FH38              | 26 mars 2009          | Spacewatch             |
| (301530)             | 2009 FW38              | 18 mars 2009          | OAM                    |
| (301531)             | 2009 FE39              | 23 mars 2009          | Mt. Lemmon Survey      |
| (301532)             | 2009 FN40              | 16 mars 2009          | Mt. Lemmon Survey      |
| (301533)             | 2009 FY40              | 20 mars 2009          | OAM                    |
| (301534)             | 2009 FD44              | 30 mars 2009          | Bickel, W.             |
| (301535)             | 2009 FE47              | 28 mars 2009          | Spacewatch             |
| (301536)             | 2009 FO47              | 28 mars 2009          | Spacewatch             |
| (301537)             | 2009 FA48              | 19 mars 2009          | Mt. Lemmon Survey      |
| (301538)             | 2009 FK50              | 28 mars 2009          | Spacewatch             |
| (301539)             | 2009 FR53              | 29 mars 2009          | Mt. Lemmon Survey      |
| (301540)             | 2009 FK54              | 29 mars 2009          | Mt. Lemmon Survey      |
| (301541)             | 2009 FS60              | 19 mars 2009          | Mt. Lemmon Survey      |
| (301542)             | 2009 FL62              | 23 mars 2009          | PMO NEO Survey Program |
| (301543)             | 2009 FY64              | 17 mars 2009          | Spacewatch             |
| (301544)             | 2009 FY65              | 19 mars 2009          | Spacewatch             |
| (301545)             | 2009 FT71              | 16 mars 2009          | Spacewatch             |
| (301546)             | 2009 FX71              | 16 mars 2009          | Spacewatch             |
| (301547)             | 2009 FQ73              | 26 mars 2009          | Spacewatch             |
| (301548)             | 2009 FA74              | 31 mars 2009          | Spacewatch             |
| (301549)             | 2009 FV75              | 22 mars 2009          | Mt. Lemmon Survey      |
| (301550)             | 2009 FY76              | 18 mars 2009          | Spacewatch             |
| (301551)             | 2009 GD2               | 5 avril 2009          | OAM                    |
| (301552) Alimenti    | 2009 GA3               | 14 avril 2009         | Ory, M.                |
| (301553) Ninaglebova | 2009 GM3               | 13 avril 2009         | Kryachko, T. V.        |
| (301554)             | 2009 GG4               | 2 avril 2009          | Mt. Lemmon Survey      |
| (301555)             | 2009 HY                | 16 avril 2009         | CSS                    |
| (301556)             | 2009 HS1               | 17 avril 2009         | CSS                    |
| (301557)             | 2009 HX2               | 16 avril 2009         | CSS                    |
| (301558)             | 2009 HL3               | 17 avril 2009         | Spacewatch             |
| (301559)             | 2009 HL9               | 17 avril 2009         | Mt. Lemmon Survey      |
| (301560)             | 2009 HZ14              | 18 avril 2009         | Spacewatch             |
| (301561)             | 2009 HU16              | 18 avril 2009         | Spacewatch             |
| (301562)             | 2009 HO19              | 19 avril 2009         | Dillon, W. G.          |
| (301563)             | 2009 HK25              | 17 avril 2009         | Spacewatch             |
| (301564)             | 2009 HL32              | 19 avril 2009         | Spacewatch             |
| (301565)             | 2009 HE33              | 19 avril 2009         | Mt. Lemmon Survey      |
| (301566) Melissajane | 2009 HF36              | 20 avril 2009         | Falla, N.              |
| (301567)             | 2009 HT36              | 20 avril 2009         | OAM                    |
| (301568)             | 2009 HU39              | 18 avril 2009         | Spacewatch             |
| (301569)             | 2009 HY69              | 22 avril 2009         | Mt. Lemmon Survey      |
| (301570)             | 2009 HA81              | 29 avril 2009         | Mt. Lemmon Survey      |
| (301571)             | 2009 HJ82              | 26 avril 2009         | LINEAR                 |
| (301572)             | 2009 HF96              | 22 avril 2009         | Spacewatch             |
| (301573)             | 2009 HP99              | 22 avril 2009         | Mt. Lemmon Survey      |
| (301574)             | 2009 JV15              | 3 mai 2009            | Spacewatch             |
| (301575)             | 2009 KP3               | 17 mai 2009           | Spacewatch             |
| (301576)             | 2009 KR9               | 25 mai 2009           | Spacewatch             |
| (301577)             | 2009 KT17              | 26 mai 2009           | Spacewatch             |
| (301578)             | 2009 RE2               | 10 septembre 2009     | Teamo, N.              |
| (301579)             | 2009 UC87              | 24 octobre 2009       | CSS                    |
| (301580)             | 2009 UT94              | 21 octobre 2009       | Mt. Lemmon Survey      |
| (301581)             | 2009 XU9               | 13 décembre 2009      | LINEAR                 |
| (301582)             | 2010 AO105             | 12 janvier 2010       | WISE                   |
| (301583)             | 2010 BR2               | 19 janvier 2010       | Siding Spring Survey   |
| (301584)             | 2010 BN15              | 17 janvier 2010       | WISE                   |
| (301585)             | 2010 BV38              | 19 janvier 2010       | WISE                   |
| (301586)             | 2010 BG50              | 20 janvier 2010       | WISE                   |
| (301587)             | 2010 CB10              | 8 février 2010        | WISE                   |
| (301588)             | 2010 CP16              | 11 février 2010       | WISE                   |
| (301589)             | 2010 CS28              | 9 février 2010        | Spacewatch             |
| (301590)             | 2010 CB29              | 9 février 2010        | Spacewatch             |
| (301591)             | 2010 CW33              | 10 février 2010       | Spacewatch             |
| (301592)             | 2010 CG47              | 4 mars 2005           | Spacewatch             |
| (301593)             | 2010 CH58              | 12 février 2010       | LINEAR                 |
| (301594)             | 2010 CC63              | 25 avril 2000         | LONEOS                 |
| (301595)             | 2010 CX76              | 13 février 2010       | Spacewatch             |
| (301596)             | 2010 CN79              | 13 février 2010       | Mt. Lemmon Survey      |
| (301597)             | 2010 CV82              | 13 février 2010       | Mt. Lemmon Survey      |
| (301598)             | 2010 CH103             | 14 février 2010       | Spacewatch             |
| (301599)             | 2010 CQ103             | 14 février 2010       | Spacewatch             |
| (301600)             | 2010 CP126             | 15 février 2010       | Mt. Lemmon Survey      |

### 301601-301700
| Nom                    | Désignation provisoire | Date de la découverte | Découvreur            |
| ---------------------- | ---------------------- | --------------------- | --------------------- |
| (301601)               | 2010 CH129             | 9 février 2010        | CSS                   |
| (301602)               | 2010 CO139             | 13 février 2010       | Spacewatch            |
| (301603)               | 2010 CP146             | 13 février 2010       | CSS                   |
| (301604)               | 2010 CM151             | 14 février 2010       | Spacewatch            |
| (301605)               | 2010 CJ152             | 14 février 2010       | Spacewatch            |
| (301606)               | 2010 CK153             | 14 février 2010       | Spacewatch            |
| (301607)               | 2010 CP153             | 14 février 2010       | Spacewatch            |
| (301608)               | 2010 CG185             | 13 février 2010       | LINEAR                |
| (301609)               | 2010 CX217             | 7 février 2010        | WISE                  |
| (301610)               | 2010 DH7               | 11 septembre 2004     | Spacewatch            |
| (301611)               | 2010 DS20              | 16 février 2010       | WISE                  |
| (301612)               | 2010 DN34              | 17 février 2010       | Bickel, W.            |
| (301613)               | 2010 DQ37              | 16 février 2010       | Spacewatch            |
| (301614)               | 2010 DT38              | 16 février 2010       | Spacewatch            |
| (301615)               | 2010 DS48              | 17 février 2010       | Spacewatch            |
| (301616)               | 2010 DT52              | 22 février 2010       | WISE                  |
| (301617)               | 2010 DA58              | 24 février 2010       | WISE                  |
| (301618)               | 2010 DJ74              | 18 février 2010       | Spacewatch            |
| (301619)               | 2010 DJ75              | 17 février 2010       | Spacewatch            |
| (301620)               | 2010 DY75              | 18 février 2010       | Mt. Lemmon Survey     |
| (301621)               | 2010 DQ76              | 19 février 2010       | CSS                   |
| (301622) Chastel       | 2010 DZ77              | 16 février 2010       | Pan-STARRS1           |
| (301623) Wynn-Williams | 2010 DA78              | 16 février 2010       | Pan-STARRS1           |
| (301624)               | 2010 EJ2               | 1er mars 2010         | WISE                  |
| (301625)               | 2010 EC21              | 9 mars 2010           | Schwab, E., Kling, R. |
| (301626)               | 2010 ER27              | 11 mars 2010          | WISE                  |
| (301627)               | 2010 EP28              | 10 mars 2010          | WISE                  |
| (301628)               | 2010 ED29              | 4 mars 2010           | Spacewatch            |
| (301629)               | 2010 EQ29              | 4 mars 2010           | Spacewatch            |
| (301630)               | 2010 ET29              | 5 mars 2010           | CSS                   |
| (301631)               | 2010 EN38              | 4 mars 2010           | Spacewatch            |
| (301632)               | 2010 EO38              | 4 mars 2010           | CSS                   |
| (301633)               | 2010 EF39              | 10 mars 2010          | Jarnac                |
| (301634)               | 2010 ES39              | 10 mars 2010          | OAM                   |
| (301635)               | 2010 EG40              | 12 mars 2010          | CSS                   |
| (301636)               | 2010 EG41              | 4 mars 2010           | Spacewatch            |
| (301637)               | 2010 EX43              | 12 mars 2010          | Kugel, F.             |
| (301638) Kressin       | 2010 EQ45              | 14 mars 2010          | Kracht, R.            |
| (301639)               | 2010 EE69              | 23 mai 2006           | Mt. Lemmon Survey     |
| (301640)               | 2010 EO77              | 12 mars 2010          | CSS                   |
| (301641)               | 2010 EV82              | 12 mars 2010          | CSS                   |
| (301642)               | 2010 EN85              | 13 mars 2010          | Spacewatch            |
| (301643)               | 2010 ES87              | 13 mars 2010          | Mt. Lemmon Survey     |
| (301644)               | 2010 EJ89              | 14 mars 2010          | Spacewatch            |
| (301645)               | 2010 EB97              | 10 octobre 1994       | Spacewatch            |
| (301646)               | 2010 EO100             | 15 mars 2010          | Spacewatch            |
| (301647)               | 2010 EL105             | 12 mars 2010          | Spacewatch            |
| (301648)               | 2010 ES106             | 4 mars 2010           | Spacewatch            |
| (301649)               | 2010 EL107             | 12 mars 2010          | Spacewatch            |
| (301650)               | 2010 EU107             | 12 mars 2010          | Spacewatch            |
| (301651)               | 2010 EQ109             | 4 mars 2010           | Spacewatch            |
| (301652)               | 2010 EU109             | 4 mars 2010           | Spacewatch            |
| (301653)               | 2010 EP120             | 12 mars 2010          | Mt. Lemmon Survey     |
| (301654)               | 2010 EV121             | 15 mars 2010          | Spacewatch            |
| (301655)               | 2010 EC127             | 15 mars 2010          | CSS                   |
| (301656)               | 2010 EW128             | 12 mars 2010          | Spacewatch            |
| (301657)               | 2010 EA129             | 12 mars 2010          | Spacewatch            |
| (301658)               | 2010 ET129             | 13 mars 2010          | Spacewatch            |
| (301659)               | 2010 EN130             | 13 mars 2010          | Spacewatch            |
| (301660)               | 2010 EO130             | 13 mars 2010          | Spacewatch            |
| (301661)               | 2010 ES130             | 13 mars 2010          | Spacewatch            |
| (301662)               | 2010 EO131             | 15 mars 2010          | Spacewatch            |
| (301663)               | 2010 EY132             | 13 mars 2010          | Spacewatch            |
| (301664)               | 2010 ET133             | 15 mars 2010          | Spacewatch            |
| (301665)               | 2010 EZ133             | 5 mars 2010           | Spacewatch            |
| (301666)               | 2010 EZ135             | 14 mars 2010          | Spacewatch            |
| (301667)               | 2010 EV137             | 12 mars 2010          | Spacewatch            |
| (301668)               | 2010 ED138             | 13 mars 2010          | Mt. Lemmon Survey     |
| (301669)               | 2010 EG138             | 13 mars 2010          | Mt. Lemmon Survey     |
| (301670)               | 2010 EP138             | 26 janvier 2006       | Mt. Lemmon Survey     |
| (301671)               | 2010 FQ12              | 16 mars 2010          | Spacewatch            |
| (301672)               | 2010 FS12              | 16 mars 2010          | Spacewatch            |
| (301673)               | 2010 FB13              | 16 mars 2010          | Spacewatch            |
| (301674)               | 2010 FE13              | 16 mars 2010          | Spacewatch            |
| (301675)               | 2010 FG15              | 17 mars 2010          | Spacewatch            |
| (301676)               | 2010 FB16              | 18 mars 2010          | Spacewatch            |
| (301677)               | 2010 FC30              | 2 décembre 2005       | Spacewatch            |
| (301678)               | 2010 FO47              | 1er octobre 2003      | Spacewatch            |
| (301679)               | 2010 FA48              | 22 mars 2010          | ESA OGS               |
| (301680)               | 2010 FS54              | 21 mars 2010          | Spacewatch            |
| (301681)               | 2010 FY55              | 18 mars 2010          | Spacewatch            |
| (301682)               | 2010 FX56              | 16 mars 2010          | Mt. Lemmon Survey     |
| (301683)               | 2010 FX82              | 23 janvier 2006       | Spacewatch            |
| (301684)               | 2010 FM83              | 19 mars 2010          | Mt. Lemmon Survey     |
| (301685)               | 2010 FA84              | 25 mars 2010          | Spacewatch            |
| (301686)               | 2010 FQ84              | 25 décembre 2005      | Spacewatch            |
| (301687)               | 2010 FE86              | 26 mars 2010          | Spacewatch            |
| (301688)               | 2010 FD88              | 21 mars 2010          | Spacewatch            |
| (301689)               | 2010 FV88              | 19 mars 2010          | Spacewatch            |
| (301690)               | 2010 FE89              | 18 mars 2010          | Mt. Lemmon Survey     |
| (301691)               | 2010 FT91              | 25 mars 2010          | Mt. Lemmon Survey     |
| (301692)               | 2010 FY91              | 13 août 2007          | LONEOS                |
| (301693)               | 2010 FK92              | 17 mars 2010          | CSS                   |
| (301694)               | 2010 FL92              | 16 mars 2010          | Mt. Lemmon Survey     |
| (301695)               | 2010 FP95              | 23 novembre 1997      | Spacewatch            |
| (301696)               | 2010 FN101             | 19 mars 2010          | Spacewatch            |
| (301697)               | 2010 GQ7               | 5 avril 2010          | Spacewatch            |
| (301698)               | 2010 GY24              | 8 avril 2010          | OAM                   |
| (301699)               | 2010 GV25              | 4 avril 2010          | Spacewatch            |
| (301700)               | 2010 GH26              | 4 avril 2010          | Spacewatch            |

### 301701-301800
| Nom                      | Désignation provisoire | Date de la découverte | Découvreur             |
| ------------------------ | ---------------------- | --------------------- | ---------------------- |
| (301701)                 | 2010 GJ26              | 4 avril 2010          | Spacewatch             |
| (301702)                 | 2010 GU27              | 8 juillet 2003        | NEAT                   |
| (301703)                 | 2010 GV27              | 5 avril 2010          | Spacewatch             |
| (301704)                 | 2010 GW28              | 8 avril 2010          | OAM                    |
| (301705)                 | 2010 GZ28              | 8 avril 2010          | Spacewatch             |
| (301706)                 | 2010 GB29              | 8 avril 2010          | Spacewatch             |
| (301707)                 | 2010 GQ29              | 8 avril 2010          | PMO NEO Survey Program |
| (301708)                 | 2010 GB31              | 4 avril 2010          | CSS                    |
| (301709)                 | 2010 GW31              | 5 avril 2010          | Spacewatch             |
| (301710)                 | 2010 GU32              | 9 avril 2010          | CSS                    |
| (301711)                 | 2010 GW66              | 10 avril 2010         | Mt. Lemmon Survey      |
| (301712)                 | 2010 GZ71              | 13 avril 2010         | WISE                   |
| (301713)                 | 2010 GD97              | 6 avril 2010          | Spacewatch             |
| (301714)                 | 2010 GF97              | 6 avril 2010          | Spacewatch             |
| (301715)                 | 2010 GD99              | 4 avril 2010          | Spacewatch             |
| (301716)                 | 2010 GK100             | 4 avril 2010          | Spacewatch             |
| (301717)                 | 2010 GK103             | 6 avril 2010          | Spacewatch             |
| (301718)                 | 2010 GE104             | 12 septembre 2007     | Mt. Lemmon Survey      |
| (301719)                 | 2010 GO104             | 7 avril 2010          | Spacewatch             |
| (301720)                 | 2010 GB105             | 7 avril 2010          | Spacewatch             |
| (301721)                 | 2010 GR107             | 8 avril 2010          | Spacewatch             |
| (301722)                 | 2010 GQ113             | 10 avril 2010         | Spacewatch             |
| (301723)                 | 2010 GZ113             | 10 avril 2010         | Spacewatch             |
| (301724)                 | 2010 GL114             | 10 avril 2010         | Spacewatch             |
| (301725)                 | 2010 GZ114             | 4 mars 2006           | Mt. Lemmon Survey      |
| (301726)                 | 2010 GB116             | 10 avril 2010         | Spacewatch             |
| (301727)                 | 2010 GK119             | 11 avril 2010         | Spacewatch             |
| (301728)                 | 2010 GB120             | 11 avril 2010         | Spacewatch             |
| (301729)                 | 2010 GR120             | 11 avril 2010         | Spacewatch             |
| (301730)                 | 2010 GU126             | 15 janvier 2001       | Spacewatch             |
| (301731)                 | 2010 GT127             | 10 avril 2010         | Spacewatch             |
| (301732)                 | 2010 GF131             | 9 avril 2010          | Spacewatch             |
| (301733)                 | 2010 GA137             | 13 mars 2002          | NEAT                   |
| (301734)                 | 2010 GL141             | 8 avril 2010          | OAM                    |
| (301735)                 | 2010 GJ144             | 21 octobre 2003       | Spacewatch             |
| (301736)                 | 2010 GV144             | 12 avril 2010         | Mt. Lemmon Survey      |
| (301737)                 | 2010 GK156             | 4 avril 2010          | Spacewatch             |
| (301738)                 | 2010 GH157             | 9 avril 2010          | Spacewatch             |
| (301739)                 | 2010 GV157             | 11 avril 2010         | Mt. Lemmon Survey      |
| (301740)                 | 2010 GZ157             | 12 avril 2010         | Spacewatch             |
| (301741)                 | 2010 GE160             | 8 avril 2010          | CSS                    |
| (301742)                 | 2010 GS160             | 9 avril 2010          | CSS                    |
| (301743)                 | 2010 GU161             | 14 avril 2010         | Mt. Lemmon Survey      |
| (301744)                 | 2010 HV64              | 26 avril 2010         | WISE                   |
| (301745)                 | 2010 HN79              | 20 avril 2010         | Spacewatch             |
| (301746)                 | 2010 HQ79              | 20 avril 2010         | Spacewatch             |
| (301747)                 | 2010 HK80              | 26 avril 2010         | Mt. Lemmon Survey      |
| (301748)                 | 2010 HQ103             | 21 avril 2010         | Spacewatch             |
| (301749)                 | 2010 HT103             | 25 avril 2010         | Spacewatch             |
| (301750)                 | 2010 HM105             | 20 avril 2010         | Bickel, W.             |
| (301751)                 | 2010 HF107             | 29 octobre 1999       | Spacewatch             |
| (301752)                 | 2010 JL                | 3 mai 2010            | Tenagra II             |
| (301753)                 | 2010 JZ                | 25 février 2006       | Spacewatch             |
| (301754)                 | 2010 JQ29              | 3 mai 2010            | Spacewatch             |
| (301755)                 | 2010 JL30              | 3 mai 2010            | Spacewatch             |
| (301756)                 | 2010 JU30              | 4 mai 2010            | CSS                    |
| (301757)                 | 2010 JW30              | 4 mai 2010            | CSS                    |
| (301758)                 | 2010 JA34              | 4 mai 2010            | CSS                    |
| (301759)                 | 2010 JL35              | 27 février 2006       | Spacewatch             |
| (301760)                 | 2010 JP42              | 17 février 2007       | Mt. Lemmon Survey      |
| (301761)                 | 2010 JL43              | 3 mai 2010            | Spacewatch             |
| (301762)                 | 2010 JM43              | 3 mai 2010            | Spacewatch             |
| (301763)                 | 2010 JB44              | 4 mai 2010            | Siding Spring Survey   |
| (301764)                 | 2010 JQ44              | 6 mai 2010            | Mt. Lemmon Survey      |
| (301765)                 | 2010 JQ45              | 7 mai 2010            | Spacewatch             |
| (301766)                 | 2010 JU48              | 5 septembre 2000      | Spacewatch             |
| (301767)                 | 2010 JX73              | 8 mai 2010            | Mt. Lemmon Survey      |
| (301768)                 | 2010 JD79              | 18 avril 2005         | Spacewatch             |
| (301769)                 | 2010 JZ81              | 3 mai 2010            | Spacewatch             |
| (301770)                 | 2010 JK87              | 12 mai 2010           | Molnar, L. A.          |
| (301771)                 | 2010 JD117             | 6 mai 2006            | Spacewatch             |
| (301772)                 | 2010 JK120             | 12 mai 2010           | Mt. Lemmon Survey      |
| (301773)                 | 2010 JC121             | 12 mai 2010           | Mt. Lemmon Survey      |
| (301774)                 | 2010 JD121             | 12 mai 2010           | Mt. Lemmon Survey      |
| (301775)                 | 2010 JW121             | 13 mai 2010           | Spacewatch             |
| (301776)                 | 2010 JQ122             | 13 mai 2010           | Spacewatch             |
| (301777)                 | 2010 JG147             | 5 mai 2010            | Mt. Lemmon Survey      |
| (301778)                 | 2010 JK148             | 11 mars 2002          | NEAT                   |
| (301779)                 | 2010 JL149             | 29 mai 2006           | LINEAR                 |
| (301780)                 | 2010 JK153             | 21 septembre 2003     | NEAT                   |
| (301781)                 | 2010 JZ159             | 11 octobre 2007       | Spacewatch             |
| (301782)                 | 2010 JP165             | 11 mai 2010           | Mt. Lemmon Survey      |
| (301783)                 | 2010 JB167             | 11 mai 2010           | Mt. Lemmon Survey      |
| (301784)                 | 2010 JS170             | 10 mai 2005           | Spacewatch             |
| (301785)                 | 2010 KV8               | 19 février 2001       | LINEAR                 |
| (301786)                 | 2010 KD9               | 16 mai 2010           | Tenagra II             |
| (301787)                 | 2010 KE62              | 18 mai 2010           | Siding Spring Survey   |
| (301788)                 | 2010 KF127             | 22 mai 2010           | Siding Spring Survey   |
| (301789)                 | 2010 KG128             | 10 novembre 2004      | Spacewatch             |
| (301790)                 | 2010 LO1               | 4 juin 2010           | Tenagra II             |
| (301791)                 | 2010 LQ14              | 3 juin 2010           | Spacewatch             |
| (301792)                 | 2010 LX14              | 3 juin 2010           | Spacewatch             |
| (301793)                 | 2010 LA15              | 3 juin 2010           | Spacewatch             |
| (301794) Antoninkapustin | 2010 LH64              | 12 juin 2010          | Kryachko, T. V.        |
| (301795)                 | 2010 LG107             | 15 janvier 2005       | LINEAR                 |
| (301796)                 | 2010 OW41              | 21 juillet 2010       | WISE                   |
| (301797)                 | 2010 OL83              | 26 juillet 2010       | WISE                   |
| (301798)                 | 2010 OT84              | 26 juillet 2010       | WISE                   |
| (301799)                 | 2010 RW70              | 26 mai 2006           | Mt. Lemmon Survey      |
| (301800)                 | 2011 BL60              | 24 décembre 2006      | Spacewatch             |

### 301801-301900
| Nom      | Désignation provisoire | Date de la découverte | Découvreur                                                |
| -------- | ---------------------- | --------------------- | --------------------------------------------------------- |
| (301801) | 2011 BT79              | 13 mars 2004          | NEAT                                                      |
| (301802) | 2011 BS100             | 1er mai 2003          | Spacewatch                                                |
| (301803) | 2011 MM2               | 15 septembre 2006     | Spacewatch                                                |
| (301804) | 2011 MT5               | 19 août 2004          | Siding Spring Survey                                      |
| (301805) | 2011 MX6               | 15 octobre 2001       | NEAT                                                      |
| (301806) | 2011 MP8               | 27 septembre 2000     | LINEAR                                                    |
| (301807) | 2011 NQ2               | 11 octobre 2007       | CSS                                                       |
| (301808) | 2011 OO10              | 8 mars 2005           | Mt. Lemmon Survey                                         |
| (301809) | 2011 OG12              | 11 novembre 2004      | Spacewatch                                                |
| (301810) | 2011 OW14              | 6 octobre 2000        | LONEOS                                                    |
| (301811) | 2011 OE20              | 23 septembre 2008     | Spacewatch                                                |
| (301812) | 2011 OW24              | 14 septembre 2007     | CSS                                                       |
| (301813) | 2011 OA25              | 13 mai 2007           | Mt. Lemmon Survey                                         |
| (301814) | 2011 PJ3               | 21 octobre 2006       | CSS                                                       |
| (301815) | 2011 PF4               | 28 juin 2004          | Siding Spring Survey                                      |
| (301816) | 2011 PO4               | 25 mai 2003           | NEAT                                                      |
| (301817) | 2011 PB6               | 24 octobre 2003       | Sloan Digital Sky Survey                                  |
| (301818) | 2011 PC6               | 19 novembre 2006      | CSS                                                       |
| (301819) | 2011 PE6               | 10 juillet 2005       | Siding Spring Survey                                      |
| (301820) | 2011 PK8               | 10 septembre 2007     | Mt. Lemmon Survey                                         |
| (301821) | 2011 PP8               | 17 mars 2004          | Spacewatch                                                |
| (301822) | 2011 PB9               | 14 mars 2007          | Spacewatch                                                |
| (301823) | 2011 PC9               | 23 octobre 2003       | Spacewatch                                                |
| (301824) | 2011 PE9               | 15 septembre 2006     | Spacewatch                                                |
| (301825) | 2011 PK9               | 18 septembre 2003     | Spacewatch                                                |
| (301826) | 2011 PS9               | 5 janvier 2006        | Mt. Lemmon Survey                                         |
| (301827) | 2011 QY1               | 16 janvier 2004       | Spacewatch                                                |
| (301828) | 2011 QM7               | 27 janvier 2003       | NEAT                                                      |
| (301829) | 2011 QG8               | 7 janvier 2006        | Mt. Lemmon Survey                                         |
| (301830) | 2011 QF12              | 20 décembre 2004      | Mt. Lemmon Survey                                         |
| (301831) | 2011 QH14              | 5 mars 2000           | Deep Lens Survey                                          |
| (301832) | 2011 QT16              | 23 août 2004          | Spacewatch                                                |
| (301833) | 2011 QY24              | 24 août 2007          | Spacewatch                                                |
| (301834) | 2011 QT33              | 19 février 2009       | Mt. Lemmon Survey                                         |
| (301835) | 2011 QY49              | 10 mars 2005          | Mt. Lemmon Survey                                         |
| (301836) | 2011 RQ1               | 30 septembre 2003     | Spacewatch                                                |
| (301837) | 5581 P-L               | 22 octobre 1960       | van Houten, C. J., van Houten-Groeneveld, I., Gehrels, T. |
| (301838) | 6226 P-L               | 24 septembre 1960     | van Houten, C. J., van Houten-Groeneveld, I., Gehrels, T. |
| (301839) | 1488 T-2               | 29 septembre 1973     | van Houten, C. J., van Houten-Groeneveld, I., Gehrels, T. |
| (301840) | 4212 T-3               | 16 octobre 1977       | van Houten, C. J., van Houten-Groeneveld, I., Gehrels, T. |
| (301841) | 4260 T-3               | 16 octobre 1977       | van Houten, C. J., van Houten-Groeneveld, I., Gehrels, T. |
| (301842) | 1980 FG4               | 16 mars 1980          | Lagerkvist, C.-I.                                         |
| (301843) | 1981 DZ2               | 28 février 1981       | Bus, S. J.                                                |
| (301844) | 1990 UA                | 16 octobre 1990       | Helin, E. F.                                              |
| (301845) | 1992 SS4               | 24 septembre 1992     | Spacewatch                                                |
| (301846) | 1993 OV1               | 16 juillet 1993       | Helin, E. F., Lawrence, K. J.                             |
| (301847) | 1994 AE5               | 5 janvier 1994        | Spacewatch                                                |
| (301848) | 1994 PQ3               | 10 août 1994          | Elst, E. W.                                               |
| (301849) | 1994 SC7               | 28 septembre 1994     | Spacewatch                                                |
| (301850) | 1994 TE8               | 6 octobre 1994        | Spacewatch                                                |
| (301851) | 1994 UF8               | 28 octobre 1994       | Spacewatch                                                |
| (301852) | 1994 WP4               | 26 novembre 1994      | Spacewatch                                                |
| (301853) | 1994 WU4               | 26 novembre 1994      | Spacewatch                                                |
| (301854) | 1995 BS14              | 31 janvier 1995       | Spacewatch                                                |
| (301855) | 1995 CY1               | 7 février 1995        | McNaught, R. H.                                           |
| (301856) | 1995 ES4               | 2 mars 1995           | Spacewatch                                                |
| (301857) | 1995 MV2               | 25 juin 1995          | Spacewatch                                                |
| (301858) | 1995 QX15              | 31 août 1995          | Spacewatch                                                |
| (301859) | 1995 SV10              | 17 septembre 1995     | Spacewatch                                                |
| (301860) | 1995 SW35              | 23 septembre 1995     | Spacewatch                                                |
| (301861) | 1995 SG50              | 26 septembre 1995     | Spacewatch                                                |
| (301862) | 1995 SO62              | 25 septembre 1995     | Spacewatch                                                |
| (301863) | 1995 SP69              | 18 septembre 1995     | Spacewatch                                                |
| (301864) | 1995 SK80              | 26 septembre 1995     | Spacewatch                                                |
| (301865) | 1995 SM80              | 26 septembre 1995     | Spacewatch                                                |
| (301866) | 1995 TR8               | 1er octobre 1995      | Spacewatch                                                |
| (301867) | 1995 UR17              | 18 octobre 1995       | Spacewatch                                                |
| (301868) | 1995 UW50              | 18 octobre 1995       | Spacewatch                                                |
| (301869) | 1995 VZ2               | 14 novembre 1995      | Spacewatch                                                |
| (301870) | 1995 WE10              | 16 novembre 1995      | Spacewatch                                                |
| (301871) | 1995 WH20              | 17 novembre 1995      | Spacewatch                                                |
| (301872) | 1995 WV21              | 17 novembre 1995      | Spacewatch                                                |
| (301873) | 1995 WX24              | 18 novembre 1995      | Spacewatch                                                |
| (301874) | 1995 WV38              | 23 novembre 1995      | Spacewatch                                                |
| (301875) | 1996 BN12              | 24 janvier 1996       | Spacewatch                                                |
| (301876) | 1996 EA7               | 11 mars 1996          | Spacewatch                                                |
| (301877) | 1996 JZ9               | 13 mai 1996           | Spacewatch                                                |
| (301878) | 1996 VU39              | 7 novembre 1996       | Spacewatch                                                |
| (301879) | 1997 HK13              | 30 avril 1997         | LINEAR                                                    |
| (301880) | 1997 HT15              | 29 avril 1997         | Spacewatch                                                |
| (301881) | 1997 TV21              | 4 octobre 1997        | Spacewatch                                                |
| (301882) | 1998 BN36              | 18 janvier 1998       | Spacewatch                                                |
| (301883) | 1998 EQ9               | 9 mars 1998           | Teide                                                     |
| (301884) | 1998 KB3               | 23 mai 1998           | Spacewatch                                                |
| (301885) | 1998 QV2               | 17 août 1998          | LINEAR                                                    |
| (301886) | 1998 QY4               | 22 août 1998          | Beijing Schmidt CCD Asteroid Program                      |
| (301887) | 1998 QX23              | 17 août 1998          | LINEAR                                                    |
| (301888) | 1998 QC28              | 26 août 1998          | Spacewatch                                                |
| (301889) | 1998 QH85              | 24 août 1998          | LINEAR                                                    |
| (301890) | 1998 QO94              | 17 août 1998          | LINEAR                                                    |
| (301891) | 1998 QP95              | 19 août 1998          | LINEAR                                                    |
| (301892) | 1998 QL98              | 28 août 1998          | LINEAR                                                    |
| (301893) | 1998 RR12              | 14 septembre 1998     | Spacewatch                                                |
| (301894) | 1998 RX28              | 14 septembre 1998     | LINEAR                                                    |
| (301895) | 1998 RH42              | 14 septembre 1998     | LINEAR                                                    |
| (301896) | 1998 SH5               | 16 septembre 1998     | Spacewatch                                                |
| (301897) | 1998 SE12              | 22 septembre 1998     | ODAS                                                      |
| (301898) | 1998 SP34              | 26 septembre 1998     | LINEAR                                                    |
| (301899) | 1998 SA46              | 25 septembre 1998     | Spacewatch                                                |
| (301900) | 1998 SM89              | 26 septembre 1998     | LINEAR                                                    |

### 301901-302000
| Nom               | Désignation provisoire | Date de la découverte | Découvreur               |
| ----------------- | ---------------------- | --------------------- | ------------------------ |
| (301901)          | 1998 UP14              | 23 octobre 1998       | Spacewatch               |
| (301902)          | 1998 UG19              | 28 octobre 1998       | LINEAR                   |
| (301903)          | 1998 UR50              | 17 octobre 1998       | Spacewatch               |
| (301904)          | 1998 WN32              | 19 novembre 1998      | LONEOS                   |
| (301905)          | 1998 WR41              | 24 novembre 1998      | LINEAR                   |
| (301906)          | 1998 XV5               | 8 décembre 1998       | Spacewatch               |
| (301907)          | 1998 XB9               | 12 décembre 1998      | LINEAR                   |
| (301908)          | 1998 XM14              | 15 décembre 1998      | ODAS                     |
| (301909)          | 1998 XK15              | 15 décembre 1998      | ODAS                     |
| (301910)          | 1998 YM8               | 25 décembre 1998      | CSS                      |
| (301911)          | 1998 YW19              | 25 décembre 1998      | Spacewatch               |
| (301912)          | 1999 BU31              | 19 janvier 1999       | Spacewatch               |
| (301913)          | 1999 FC73              | 20 mars 1999          | Sloan Digital Sky Survey |
| (301914)          | 1999 JT110             | 13 mai 1999           | LINEAR                   |
| (301915)          | 1999 LY2               | 5 juin 1999           | Spacewatch               |
| (301916)          | 1999 RL185             | 9 septembre 1999      | LINEAR                   |
| (301917)          | 1999 SK2               | 18 septembre 1999     | Spacewatch               |
| (301918)          | 1999 TJ64              | 8 octobre 1999        | Spacewatch               |
| (301919)          | 1999 TX194             | 12 octobre 1999       | LINEAR                   |
| (301920)          | 1999 VJ100             | 9 novembre 1999       | LINEAR                   |
| (301921)          | 1999 VA137             | 12 novembre 1999      | LINEAR                   |
| (301922)          | 1999 VH159             | 14 novembre 1999      | LINEAR                   |
| (301923)          | 1999 VV187             | 15 novembre 1999      | LINEAR                   |
| (301924)          | 1999 VM209             | 14 novembre 1999      | Spacewatch               |
| (301925)          | 1999 XZ69              | 7 décembre 1999       | LINEAR                   |
| (301926)          | 1999 XZ84              | 7 décembre 1999       | LINEAR                   |
| (301927)          | 1999 XH104             | 7 décembre 1999       | LINEAR                   |
| (301928)          | 1999 XF161             | 12 décembre 1999      | LINEAR                   |
| (301929)          | 1999 XP189             | 12 décembre 1999      | LINEAR                   |
| (301930)          | 1999 XC253             | 12 décembre 1999      | Spacewatch               |
| (301931)          | 1999 YP10              | 27 décembre 1999      | Spacewatch               |
| (301932)          | 2000 AL1               | 2 janvier 2000        | LINEAR                   |
| (301933)          | 2000 AU32              | 13 janvier 2000       | Spacewatch               |
| (301934)          | 2000 AE48              | 3 janvier 2000        | Sposetti, S.             |
| (301935)          | 2000 AG66              | 4 janvier 2000        | LINEAR                   |
| (301936)          | 2000 AH97              | 4 janvier 2000        | LINEAR                   |
| (301937)          | 2000 AN123             | 5 janvier 2000        | LINEAR                   |
| (301938)          | 2000 AD133             | 3 janvier 2000        | LINEAR                   |
| (301939)          | 2000 AE135             | 4 janvier 2000        | LINEAR                   |
| (301940)          | 2000 AA214             | 6 janvier 2000        | Spacewatch               |
| (301941)          | 2000 AS221             | 8 janvier 2000        | Spacewatch               |
| (301942)          | 2000 AP234             | 5 janvier 2000        | LINEAR                   |
| (301943)          | 2000 AK235             | 5 janvier 2000        | LINEAR                   |
| (301944)          | 2000 AS254             | 3 janvier 2000        | Spacewatch               |
| (301945)          | 2000 BC15              | 31 janvier 2000       | Kobayashi, T.            |
| (301946) Bugyi    | 2000 BK15              | 28 janvier 2000       | Sarneczky, K., Szabo, G. |
| (301947)          | 2000 CU10              | 2 février 2000        | LINEAR                   |
| (301948)          | 2000 CZ20              | 2 février 2000        | LINEAR                   |
| (301949) Hambálek | 2000 CM34              | 3 février 2000        | Kusnirak, P.             |
| (301950)          | 2000 CE45              | 2 février 2000        | LINEAR                   |
| (301951)          | 2000 CZ79              | 8 février 2000        | Spacewatch               |
| (301952)          | 2000 CT124             | 3 février 2000        | LINEAR                   |
| (301953)          | 2000 CL130             | 3 février 2000        | Spacewatch               |
| (301954)          | 2000 CB135             | 4 février 2000        | Spacewatch               |
| (301955)          | 2000 DW9               | 26 février 2000       | Spacewatch               |
| (301956)          | 2000 DR26              | 29 février 2000       | LINEAR                   |
| (301957)          | 2000 DK30              | 29 février 2000       | LINEAR                   |
| (301958)          | 2000 DQ49              | 29 février 2000       | LINEAR                   |
| (301959)          | 2000 DA68              | 29 février 2000       | LINEAR                   |
| (301960)          | 2000 DP76              | 29 février 2000       | LINEAR                   |
| (301961)          | 2000 DF116             | 28 février 2000       | CSS                      |
| (301962)          | 2000 ET26              | 9 mars 2000           | LINEAR                   |
| (301963)          | 2000 EF34              | 5 mars 2000           | LINEAR                   |
| (301964)          | 2000 EJ37              | 8 mars 2000           | LINEAR                   |
| (301965)          | 2000 EN172             | 14 mars 2000          | CSS                      |
| (301966)          | 2000 EJ198             | 1er mars 2000         | CSS                      |
| (301967)          | 2000 FS1               | 25 mars 2000          | Spacewatch               |
| (301968)          | 2000 FX2               | 28 mars 2000          | LINEAR                   |
| (301969)          | 2000 FP9               | 30 mars 2000          | Spacewatch               |
| (301970)          | 2000 GE27              | 5 avril 2000          | LINEAR                   |
| (301971)          | 2000 GS29              | 5 avril 2000          | LINEAR                   |
| (301972)          | 2000 GE142             | 7 avril 2000          | LONEOS                   |
| (301973)          | 2000 GV170             | 5 avril 2000          | LONEOS                   |
| (301974)          | 2000 GU171             | 2 avril 2000          | LINEAR                   |
| (301975)          | 2000 HL                | 24 avril 2000         | Spacewatch               |
| (301976)          | 2000 HX17              | 24 avril 2000         | Spacewatch               |
| (301977)          | 2000 HY39              | 30 avril 2000         | Spacewatch               |
| (301978)          | 2000 HE81              | 28 avril 2000         | Spacewatch               |
| (301979)          | 2000 JC2               | 1er mai 2000          | Spacewatch               |
| (301980)          | 2000 JO8               | 6 mai 2000            | LINEAR                   |
| (301981)          | 2000 JB20              | 6 mai 2000            | LINEAR                   |
| (301982)          | 2000 KT4               | 27 mai 2000           | LINEAR                   |
| (301983)          | 2000 KW40              | 30 mai 2000           | Spacewatch               |
| (301984)          | 2000 KC43              | 26 mai 2000           | Spacewatch               |
| (301985)          | 2000 KH66              | 27 mai 2000           | LINEAR                   |
| (301986)          | 2000 LF7               | 6 juin 2000           | Spacewatch               |
| (301987)          | 2000 NS                | 3 juillet 2000        | Comba, P. G.             |
| (301988)          | 2000 NN10              | 9 juillet 2000        | LINEAR                   |
| (301989)          | 2000 OL61              | 29 juillet 2000       | Buie, M. W.              |
| (301990)          | 2000 OA62              | 30 juillet 2000       | Buie, M. W.              |
| (301991)          | 2000 PM1               | 1er août 2000         | LINEAR                   |
| (301992)          | 2000 QH14              | 24 août 2000          | LINEAR                   |
| (301993)          | 2000 QB41              | 24 août 2000          | LINEAR                   |
| (301994)          | 2000 QJ53              | 24 août 2000          | LINEAR                   |
| (301995)          | 2000 QW85              | 25 août 2000          | LINEAR                   |
| (301996)          | 2000 QU86              | 25 août 2000          | LINEAR                   |
| (301997)          | 2000 QC117             | 29 août 2000          | LINEAR                   |
| (301998)          | 2000 QW147             | 31 août 2000          | LINEAR                   |
| (301999)          | 2000 QC157             | 31 août 2000          | LINEAR                   |
| (302000)          | 2000 QD163             | 31 août 2000          | LINEAR                   |

## Sources
- (en) Base de données du Centre des planètes mineures